# Kali
 Ovo je glavno značenje pojma Kali. Za druga značenja pogledajte Kali (razdvojba).
Kali je općina na otoku Ugljanu, u Zadarskoj županiji.

## Zemljopis
Kali se nalazi na otoku Ugljanu i najveće je mjesto na zadarskim otocima. Selo je smješteno između dvije luke na sjevero-istoku i uvala Lamjana na jugo-zapadu.Stara jezgra mjesta s uskim uličicama i kamenim kućama u dalmatinskom stilu smještena je na brežuljku odakle se pruža prekrasan pogled na okolicu, a sve nadvisuje zvonik barokne crkve Sv. Lovre, zaštitnika mjesta Kali.

## Stanovništvo
Prema broju stanovnika Kali su među najvećim otočnim naseljima Zadarske županije. Broj stanovnika rastao je do 1971. godine, a od tada počinje postupni pad broja stanovnika. Međutim, intenzitet demografske "erozije" nije izrazit kao u drugim naseljima na zadarskim otocima. Po popisu stanovništva iz 2001. godine, općina Kali imala je 1731 stanovnika, raspoređenih u jednom naselju – Kali, a prema rezultatima popisa iz 2011. godine u Kalima živi 1638 stanovnika.
| broj stanovnika | 558   | 626   | 797   | 982   | 1221  | 1482  | 1594  | 2061  | 2281  | 2305  | 2251  | 2405  | 1829  | 2245  | 1731  | 1638  | 1585  |
|                 | 1857. | 1869. | 1880. | 1890. | 1900. | 1910. | 1921. | 1931. | 1948. | 1953. | 1961. | 1971. | 1981. | 1991. | 2001. | 2011. | 2021. |

| broj stanovnika | 558   | 626   | 797   | 982   | 1221  | 1482  | 1594  | 2061  | 2281  | 2305  | 2251  | 2405  | 1829  | 2245  | 1731  | 1638  | 1585  |
|                 | 1857. | 1869. | 1880. | 1890. | 1900. | 1910. | 1921. | 1931. | 1948. | 1953. | 1961. | 1971. | 1981. | 1991. | 2001. | 2011. | 2021. |

## Povijest
Naselje se prvi put spominje u jednom dokumentu iz 1299. godine.

## Gospodarstvo
- Ribarstvo
- Marikultura
- Turizam

U Kalima je uglavnom razvijeno ribarstvo, marikultura i turizam. Uz to u Kalima postoji i sloga s petnaestak dobro opremljenih brodova, a tu je još desetak privatnih ribarskih obrta i poduzeća, tvrtka Kali tuna s vlastitom flotom i uzgojem tuna. To Kaljane svrstava u jednu od najjačih ribarskih flota na Hrvatskom Jadranu. Ribo-uzgajalište Cenmar je pionir svjetskog ranga u uzgoju brancina, a tu je još i jedna tvrtka Bisage – Nit. Kali je sa svojom postojećom i vrlo razvijenom industrijskom infrastrukturom privuklo i strani kapital i tvrtku Wolf – Lamjana, koji trenutačno zapošljava preko 200 radnika.

## Poznate osobe
- Nataša Kolega, hrvatska rukometašica, višestruka hrvatska reprezentativka
- Živko Kolega, gradonačelnik Zadra
- Arno Longin, hrvatski športski skakač u vodu
- Branimir Longin, hrvatski košarkaš
- Korina Longin, hrvatska manekenka
- Milena Rakvin Mišlov, hrvatska pjesnikinja[6]
- Joja Ricov, hrvatski pjesnik
- Milena Dundov, hrvatska kazališnolutkarska redateljica i glumica[6]
- Grozdana Franov-Živković, povjesničarka – glagoljaš
- Korana Longin-Zanze, hrvatska košarkašica, reprezentativka
- Alfredo Ivankov, hrvatski zagonetač i logičar

## Spomenici i znamenitosti
- Crkva Sv. Lovre iz XV.st. prvi se put spominje 1300. godine
- Crkvica Sv. Pelegrina iz XIV.st.   slika sv. Pelegrina se čuva u župnoj kući.
- Sv. Mihovila ark.   na novom groblju.
- Župni dom iz sredine 19. st.[7]

## Obrazovanje
- područna škola Valentin Klarin

## Kultura
- Kualjske posestrine[8]

## Šport
Svake godine u ljeto organizira se turnir u uličnoj košarci "Streetball".